# Senato del Montana
Il Senato del Montana è, insieme alla Camera dei Rappresentanti, una delle due camere che compongono la Legislatura statale del Montana. Esso si riunisce nel Campidoglio dello Stato del Montana.
Il Senato è composto da 50 membri, con il rinnovo di metà camera ogni due anni. I senatori sono eletti per un mandato di quattro anni, con un limite di due mandati (8 anni).